# E.GO e.wave x
La e.GO e.wave X est une petite voiture électrique présentée par E.GO Mobile au mondial de l'automobile de Paris 2022,,.